# Statue funéraire de Claude de Laubespine
 (décembre 2022).
La statue funéraire de Claude de Laubespine a été exécutée entre 1614 et 1617 par le sculpteur Nicolas Guillain. Cette statue, conservée au Musée Sainte-Croix à Poitiers, a été commandée par Mme Claude de Laubespine dans l’objectif d’orner sa sépulture et devait être placée au sein d’une chapelle dans l'église du couvent des Feuillants à Paris. Le sculpteur a réalisé un dessin préalable donnant ainsi une idée précise de l’aspect que devait originellement prendre le monument funéraire.

## Histoire
La statue a été achevée en 1617. Entre 1791 et 1792, elle est transférée au dépôt des Petits-Augustins pendant les saisies révolutionnaires, avant d'entrer dans les collections du Musée des Monuments Français. Confondue avec la statue funéraire de Jeanne de Vivonne (aujourd'hui conservée au musée du Louvre), alors réputée provenir de l’église des Cordeliers de Poitiers[source secondaire souhaitée], la statue est réclamée par l'abbé Gibault, premier conservateur des collections municipales de la ville de Poitiers. Grâce à cette requête, elle est transportée à Poitiers en 1819. 
L'erreur sur l'identité du modèle sera longtemps maintenue, jusqu'à ce qu’une gravure publiée dès 1790 par A-L Millin dans son premier volume des Antiquités nationales ne permette de redécouvrir l’identité du modèle[source secondaire souhaitée].

## Description

### Modèle de la statue
La femme ayant servi de modèle à la réalisation de cette statue n’a été identifiée qu’au début du XXe siècle grâce à des descriptions et à la gravure publiée par A-L Millin dans son premier volume des Antiquités nationales. Il s’agit de Claude de Laubespine (1550-1613), nièce de Claude[à confirmer] et Sébastien de Laubespine, qui épouse à partir de 1573 Emery de Barbezières, seigneur de Marigny-Chemerault. L’époux de Claude de Laubespine était maréchal des logis de la maison du roi et occupait par ce poste une position respectable au sein de la société. 
Claude de Laubespine est devenue veuve en 1609 et, sans enfants, elle demande à être inhumée dans une chapelle de l’église du couvent des Feuillants à Paris[réf. nécessaire]. Le 24 mai 1614, son exécuteur testamentaire, pour respecter les demandes la défunte, sollicite le sculpteur Nicolas Guillain pour la réalisation de ce priant en marbre ainsi que le décor de la chapelle qui devait servir d’écrin à cette statue funéraire.

### Caractéristiques
Il s’agit d’une statue funéraire en marbre blanc, grandeur nature, qui mesure 138 cm de hauteur pour 60 cm de largeur et pèse 107 kg. Elle est exécutée à l’aide de la technique de la taille directe, et a été réalisée dans le premier quart du XVIIe siècle par Nicolas Guillain. La défunte est représentée agenouillée avec les mains jointes, en position de prière. Ses vêtements correspondent à la tenue classique des bourgeois du XVIIe siècle soit une grande jupe habillée de nombreux drapés, un corset resserré à la taille ainsi qu’une fraise tuyautée enserrant son cou.